# 三河田口駅

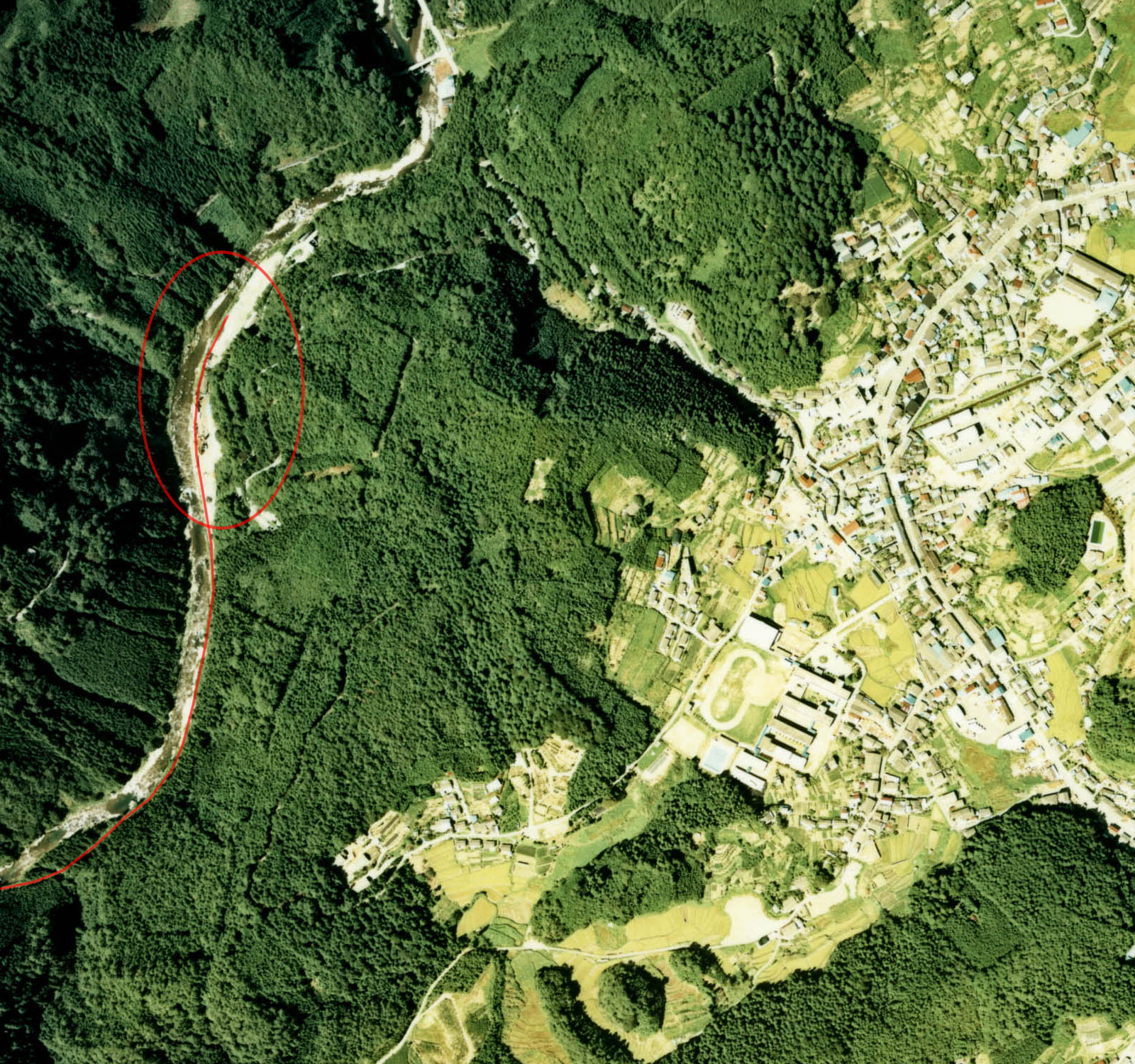
1977年の三河田口駅跡とその周囲。赤で囲った場所に駅があった。赤い線は田口線の廃線跡。画像右側が田口の市街地。

三河田口駅（みかわたぐちえき）は、かつて愛知県北設楽郡設楽町田口にあった豊橋鉄道田口線の駅。豊橋鉄道田口線の終着駅で、1961年度（昭和36年度）までは森林鉄道段戸山線（田口森林鉄道）が当駅を基点として運行されていた。
田口鉄道により1932年（昭和7年）に開業。1956年（昭和31年）に豊橋鉄道の駅となるが、1965年（昭和40年）水害により営業休止となり、再開されることなく路線の廃線に伴い廃止された。北設楽郡田口町（1956年以降設楽町）にあった駅の一つ。

## 歴史

### 開業までの経緯
三河田口駅が置かれた田口町は、豊橋と長野県の飯田を結ぶ「伊那街道」の宿場町として栄えた地域である。明治になって伊那街道沿いに、現在のJR飯田線にあたる鉄道が開通するが、豊橋駅から大海駅（南設楽郡東郷村、現・新城市）までであり北設楽郡内には達していなかった。大正に入ると田口町には鉄道よりも先にバスが進出し、まず1919年（大正8年）に鉄道の終端大海から田口へ至るバスが東三自動車運輸により運転を開始、続いて1925年（大正14年）には田口より北設楽郡稲武町（現・豊田市）へ至るバスが尾三自動車によって運転を開始した
鉄道のなかった田口町まで鉄道を敷設すべく、1927年（昭和2年）に設立されたのが田口鉄道である。1929年（昭和4年）に現在の飯田線に接続する本長篠駅から三河海老駅までの区間がまず開通、翌1930年（昭和5年）には田口町内の清崎駅まで延伸してきた。しかし、終点の三河田口駅の設置場所をめぐり問題が発生した。設立当時の田口鉄道は、宮内省が筆頭株主であった。豊川の上流段戸山一帯には御料林があり、山林経営と御料木材の搬出に便宜を供するという条件で、宮内省は田口鉄道への出資を引き受けていた。この宮内省の希望と地元の希望が衝突し、終点の設置場所の選定に時間を要したのである。
地元の希望は、田口の市街地への駅設置であった。この場合、清崎から田口市街地までの4.5 kmで高低差約200 mの勾配（1 kmあたり44.4 m、すなわち44.4‰）を登る必要があった。急勾配を回避するために迂回して路線の距離を伸ばす方法もあったが、多額の資金が必要で不可能であった。一方の宮内省は、段戸山から木材を搬出する森林鉄道の接続を重視しており、田口の街へ終点を置くと清崎まで森林鉄道を延長する必要があるため、豊川沿いへの駅設置を主張していた。

### 開業後の推移
清崎延伸から2年が経過した1932年（昭和7年）12月22日、三河田口駅は開業し、田口鉄道は全通した。紆余曲折を経て駅が設置されたのは、豊川沿いの田尻であった。同地は森林鉄道の貯木場を設置するのに適した場所であった一方で、市街地から2.1kmの距離があり、その間には約150 mの標高差が存在した。
段戸御料林からの木材輸送については、駅の開業後2つの森林鉄道（通称：田口森林鉄道）が敷設された。まず1934年度（昭和9年度）に椹尾線、続いて1940年度（昭和15年度）に本谷線が開通した。この森林鉄道は軽便鉄道であり田口鉄道とは軌間が異なるため、駅には貯木場が設置され、ここで森林鉄道経由で搬出された木材を田口鉄道の貨車に積み替えていた。これらの森林鉄道は戦後、道路の整備と森林資源の枯渇により、本谷線が1960年度（昭和35年度）、椹尾線が1961年度（昭和36年度）に廃止されて消滅した。このほかの貨物輸送については、戦後の1940年代後半から1950年代前半にかけて、津具金山の鉱石、段戸鉱山のマンガンも扱っていた。
駅から離れた田口の市街地へは、当初は東三自動車運輸が連絡バスを運行した。1939年（昭和14年）11月21日より、この連絡バス路線を田口鉄道が譲り受け、直営としている。しかし太平洋戦争下のガソリン不足深刻化に伴い1944年（昭和19年）下半期に運行を中止、同年11月13日に正式に休止した。戦後の1949年（昭和24年）1月、駅から市街地までのバスは運転を再開した。ただし田口鉄道直営ではなく尾三自動車の流れを汲む名古屋鉄道（名鉄）による運行で、1日3往復のみ、田口町を越えて稲武までの路線であった。その後、東三自動車運輸の流れを汲む豊橋鉄道により、駅と市街地を結ぶ連絡バスが電車の発着時間にあわせて運行されるようになった。
その豊橋鉄道は1956年（昭和31年）10月1日、田口鉄道を合併した。これにより三河田口駅は、豊橋鉄道田口線の駅となっている。
それから8年後の1964年（昭和39年）、豊橋鉄道は赤字の拡大を理由に田口線の廃止を決定、沿線自治体などとの協議を開始した。その最中の1965年9月17日から翌18日にかけて襲った台風（台風24号）で被災し、清崎・三河田口間が不通、バス代行となってしまう。同区間は復旧することなく、1966年（昭和41年）10月1日以降三河田口駅は休止となり、再開されないまま田口線全線廃止により1968年（昭和43年）9月1日付で廃止された。

### 廃止後
田口線が廃止された1968年（昭和43年）9月1日から豊橋鉄道により、田口線が結んだ本長篠と田口の間でバスの運行が開始された。当時は本長篠・田口間の系統のほか、本長篠から先豊橋へと直通する系統も存在した。2012年（平成24年）現在では、本長篠と田口の間は、豊橋鉄道系列の豊鉄バスが運行する田口新城線が結んでいる。同路線の終点である「田口」バス停は、駅があった場所よりも東、国道257号（伊那街道）上に置かれている。

### 年表
- 1932年（昭和7年）12月22日：田口鉄道により開設。
- 1956年（昭和31年）10月1日：豊橋鉄道が田口鉄道を合併、これに伴い同社田口線の駅となる。
- 1965年（昭和40年）9月17日：清崎 - 三河田口間が水害で不通に。
- 1966年（昭和41年）10月1日：休止。
- 1968年（昭和43年）9月1日：田口線全線廃止に伴い、駅も廃止。

## 構造
ホームは1面1線だが末端に機回し線があり、本長篠方に貨物側線もあった。有人駅であり、1956年の時点で駅長を含めて8人配置されていた。

## 利用状況
1957年度の乗車人員は16万5千人（1日平均452人）で、そのうち約3割にあたる5万5千人が定期乗車券での利用客であった。これは、田口線全11駅では本長篠駅・鳳来寺駅に次いで3番目に多い。
同年度における貨物取扱量については、発送が5,734トン、到着が2,730トンであった。田口線の貨物取扱駅7駅の中で、取扱量は本長篠駅・玖老勢駅に次いで3番目に多い。

## 駅の跡地
駅跡は広い空き地となった。昭和50年代より平成初期頃までは、本長篠寄りの貨物ヤード跡地に建設会社のプラントが操業していた。駅舎は廃止後も解体されなかったものの、2007年時点では倒壊しかかった状態であった。この旧駅舎建物は2011年（平成23年）8月21日の深夜に倒壊した。なお倒壊した駅舎は簡単な片付けが行われたのみで、その後も僅かだが駅跡に廃材が放置されていた。
駅跡周辺で行われている設楽ダム建設工事の一環で、工事車両や資材運搬車両の通行のための道路拡幅工事に伴い、2017年（平成29年）に駅跡地は駐車場や資材置き場用に雑草を刈り取って整地された。ダム完成によりこの付近は水没する予定である。2019年10月以降は周辺道路（設楽町道143号平野松戸線：田口線廃線跡を転用）がダム関連工事のため通行止めになったことでアクセス困難となり、現地も工事用地と化し2枚の説明看板のみ残っていたが2024年に撤去され駅の痕跡は完全に消失した。

## 隣の駅
豊橋鉄道
田口線
清崎駅 - （貨）大久賀多駅 - （臨）鮎淵駅 - 三河田口駅